# Henryk Wieczorek
Henryk Piotr Wieczorek (Chorzów, Polonia, 14 de diciembre de 1949) es un exjugador y exentrenador de fútbol polaco. En su etapa como jugador profesional se desempeñaba como centrocampista.

## Selección nacional
Fue internacional con la selección polaca en 17 ocasiones y convirtió 2 goles. Formó parte de la selección que obtuvo el tercer lugar en la Copa del Mundo de 1974, pese a no haber jugado ningún partido durante el torneo. También ganó la medalla de plata olímpica en 1976.

### Participaciones en Copas del Mundo
| Mundial                        | Sede             | Resultado    | Partidos | Goles |
| ------------------------------ | ---------------- | ------------ | -------- | ----- |
| Copa Mundial de Fútbol de 1974 | Alemania Federal | Tercer lugar | 0        | 0     |

### Participaciones en Juegos Olímpicos
| Olimpiada                         | Sede   | Resultado  | Partidos | Goles |
| --------------------------------- | ------ | ---------- | -------- | ----- |
| Juegos Olímpicos de Montreal 1976 | Canadá | Subcampeón | 1        | 0     |

## Clubes

### Como jugador
| Club          | País    | Año       |
| ------------- | ------- | --------- |
| ROW Rybnik    | Polonia | 1968-1973 |
| Górnik Zabrze | Polonia | 1973-1980 |
| AJ Auxerre    | Francia | 1980-1982 |
| US Melun      | Francia | 1982-1986 |

### Como entrenador
| Club                     | País    | Año  |
| ------------------------ | ------- | ---- |
| US Melun                 | Francia | ¿-?  |
| Ruch Chorzów (asistente) | Polonia | ¿-?  |
| Olimpia Poznań           | Polonia | 1990 |
| Szombierki Bytom         | Polonia | ¿-?  |
| Urania Ruda Śląska       | Polonia | ¿-?  |

## Palmarés

### Como jugador

#### Campeonatos nacionales
| Título | Club       | País    | Año  |
| ------ | ---------- | ------- | ---- |
| I Liga | ROW Rybnik | Polonia | 1970 |
| I Liga | ROW Rybnik | Polonia | 1972 |

### Como entrenador asistente

#### Campeonatos nacionales
| Título      | Club         | País    | Año  |
| ----------- | ------------ | ------- | ---- |
| Ekstraklasa | Ruch Chorzów | Polonia | 1989 |